# Angueltsi
Angueltsi (en macédonien Ангелци) est un village du sud-est de la Macédoine du Nord, situé dans la municipalité de Vasilevo. Le village comptait 913 habitants en 2002.

## Démographie
Lors du recensement de 2002, le village comptait :
- Macédoniens : 857
- Turcs : 34
- Serbes : 1
- Autres : 21